# Probeyeria pulex
Probeyeria pulex är en skalbaggsart som först beskrevs av Ivan T. Sanderson 1943.  Probeyeria pulex ingår i släktet Probeyeria och familjen kortvingar. Inga underarter finns listade i Catalogue of Life.